# Dracula mendozae
Dracula mendozae är en orkidéart som beskrevs av Carlyle August Luer och V.N.M.Rao. Dracula mendozae ingår i släktet Dracula och familjen orkidéer. Inga underarter finns listade i Catalogue of Life.